# Darby (nome)
Darby  è un nome proprio di persona inglese maschile e femminile.

## Origine e diffusione
Il nome riprende l'omonimo cognome inglese, che deriva a sua volta dal nome della città di Derby; questo toponimo è di origine norrena, col significato di "città (byr) dei cervi/degli animali" (dýr/djur).
Non si tratta di un nome particolarmente diffuso: in Inghilterra e Galles la posizione massima raggiunta è stata il 1234º posto.

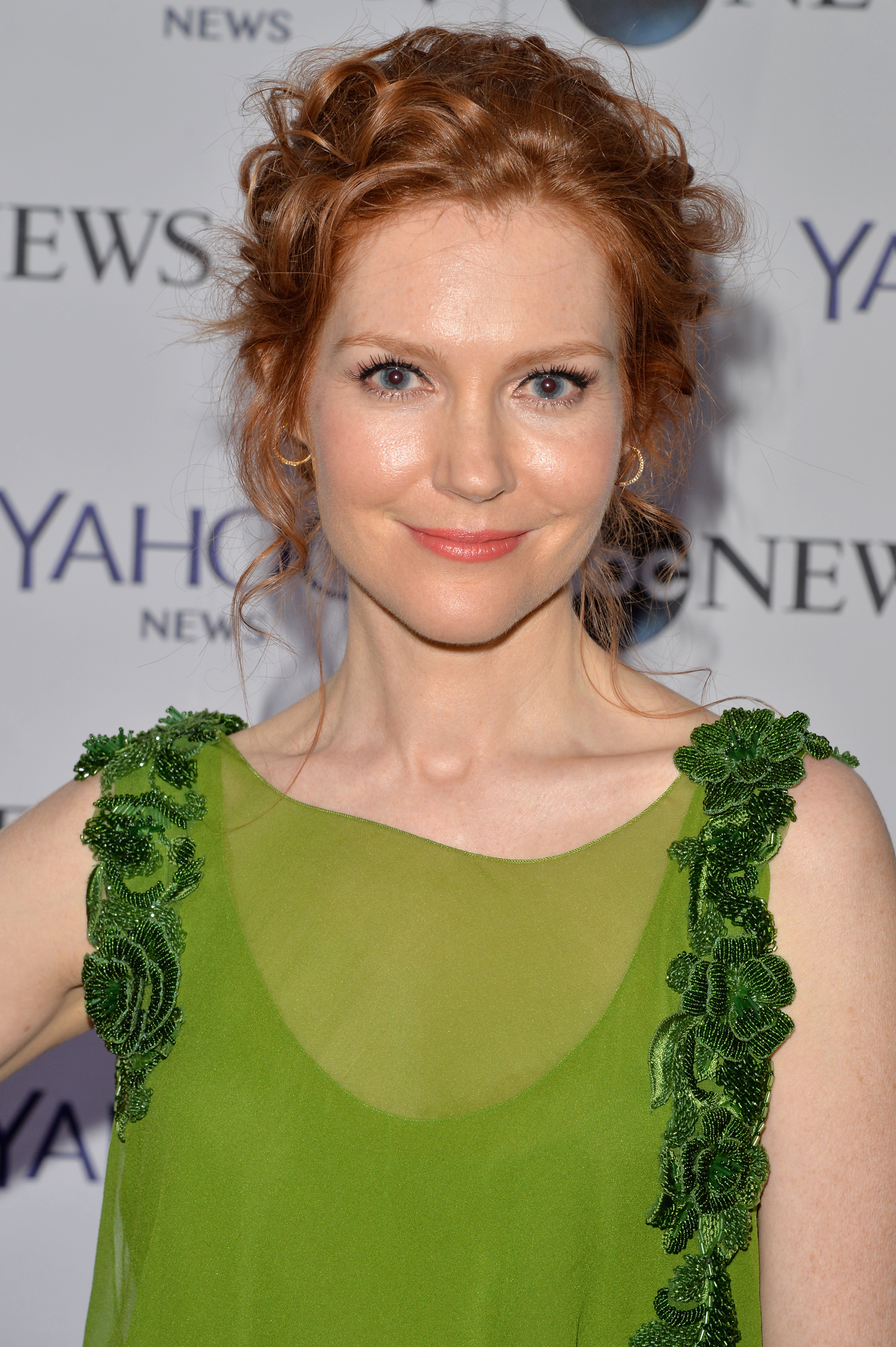
Darby Stanchfield

## Onomastico
Il nome è adespota e quindi l'onomastico viene festeggiato il 1º novembre, giorno dedicato alla festa di Ognissanti.

## Persone

### Maschile
- Darby Conley, fumettista statunitense
- Darby Crash, cantante statunitense

### Femminile
- Darby Stanchfield, attrice statunitense

## Il nome nelle arti
- Darby è il nome di un personaggio della serie televisiva I miei amici Tigro e Pooh (My Friends Tigger & Pooh)[4]